# Artropátia
Az artropátia az ízületi betegségek összefoglaló neve, melyeknek kiváltó okai és fajtái igen szerteágazóak.

## Tünetek
A tünetek a betegség fajtájától függőek, azon belül is változóak. A leggyakoribb tünetek:
- ízületi fájdalom
- beszűkült mozgástartomány
- merevség
- ízületi folyadékgyülem
- pneumartrózis (levegő az ízületekben)
- az ízületi porc pusztulása
- izomfájdalom
- kimerültség

## Diagnózis
Diagnózist fel lehet állítani kórelőzményből, fizikális vizsgálat, vérvizsgálat, illetve orvosi képalkotás alkalmazásával.

## Típusok
Az artritisz olyan formája az ízületi betegségeknek, mely egy vagy több ízület gyulladásával jár együtt, míg az artrózis esetén nincs gyulladás. Az artropátia gyűjtőfogalomba mindkettő beletartozik. Az ízületi betegségeket a következőképp lehet rendszerezni:
- artritisz
  - fertőző artritisz
    - szeptikus artritisz (fertőzéses ízületi gyulladás)
    - tuberkulózisos ízületi gyulladás
    - reaktív artritisz (közvetetten)

  - nem fertőző artritisz
    - szeronegatív spondiloartropátia
      - pszoriázisos artritisz (más néven pikkelysömörös artritisz vagy arthritis psoriatica)
      - Bechterew-kór (spondylitis ankylopoetica)

    - reumatoid artritisz
      - Felty-szindróma

    - fiatalkori idiopátiás artritisz (juvenilis idiopathias arthritis)
    - felnőttkori Still-betegség
    - kristály arthropathia (más néven kristálybetegség vagy kristály-artritisz)
      - köszvény
      - álköszvény (kalcium-pirofoszfát-dihidrát indukálta ízületi gyulladás)

    - oszteoartritisz
- hemartrózis (ízületi vérzés)
- synovitis (a synoviális hártya gyulladása)
- ízületi ficam

## Fordítás
Ez a szócikk részben vagy egészben  az   Arthropathy című angol Wikipédia-szócikk ezen változatának fordításán alapul.  Az eredeti cikk szerkesztőit annak laptörténete sorolja fel. Ez a jelzés csupán a megfogalmazás eredetét és a szerzői jogokat jelzi, nem szolgál a cikkben szereplő információk forrásmegjelöléseként.